# Amatory
Amatory (a menudo escrito como [AMATORY] para adaptarse a su logotipo) es una banda rusa de Metalcore formada en San Petersburgo, Rusia, en 2001 pero en realidad el núcleo se formó en 1998. La banda abarca varios estilos o géneros como el Metal alternativo, Nu metal o Groove metal.
La banda ganó 2 premios en el Premio de Música Alternativa de Rusia en 2005, y ha realizado diversas giras a través de Rusia, Estonia, Letonia, Moldavia, Bielorrusia, Ucrania y Finlandia. La banda fue característica por usar y llevar su nombre en alfabeto latino entre paréntesis en sus ropas.

## Miembros

### Miembros actuales
- Danil Svetlov [STEWART]  - batería (desde 1998)
- Denis Zhivotovsky [DENVER] - bajo (desde 1998), voz (desde 2001), guitarra (1998)
- Dmitriy Muzychenko [HELLDIMM] - guitarra rítmica (desde 2015)
- Ilya Borisov [IL] - guitarra principal (2012 como miembro de sesiones; desde 2015)
- Sergei Raev - voz (desde 2019)

### Antiguos miembros
- Evgeniy PJ Potekhin - voz, guitarra (1998-2001)
- Alex "Liolik" Skornyakov - samples (2002)
- Alex [LEXUS] Ovchinnikov - voz (2001-2004)
- Sergey [GANG] Osechkin - guitarra principal ( 2001-2007 † )
- Igor [IGOR] Kapranov  - voz (2004-2010) , las muestras (2004)
- Dmitry [JAY] Rubanovsky - guitarra (2008-2011; 2007-2008 como miembro de sesiones)
- Alexander [ALEX] Pavlov - guitarra rítmica (2003-2012)
- Ilya [K] Kuhin - guitarra (2011-2014)
- Vyacheslav [SLAVA] Sokolov - voz (2010-2018)

## Discografía
- 2003 – Вечно Прячется Судьба
- 2004 – Неизбежность
- 2006 – Книга Мёртвых
- 2008 – VII
- 2010 – Инстинкт Обречённых
- 2015 – 6
- 2019 – DOOM
- 2020 - The Unvoiced Pt. I ("6" Instrumental)
- 2020 - The Unvoiced Pt. III ("DOOM" Instrumental)

### Singles
- 2003 – Осколки
- 2004 – Две Жизни
- 2005 – Чёрно-Белые Дни
- 2006 – Преступление Против Времени
- 2007 – Слишком Поздно
- 2008 – Вы Все Лишены Своей Жизни
- 2008 – Дыши Со Мной
- 2009 – Багровый Рассвет
- 2010 – Сквозь Закрытые Веки
- 2011 – Осколки 2.011
- 2012 – Три Полоски  (ft.Animal Jazz)
- 2012 – Верь Мне
- 2012 – Момент Истины
- 2015 – Остановить Время
- 2019 - Космо-камикадзе
- 2019 - Нож  (ft. RAM)
- 2020 - Родина (un tributo a DDT (banda))

### EP
- 2002 – Хлеб
- 2006 – Discovery
- 2009 – We Play – You Sing
- 2010 – We Play – You Sing Pt. 2
- 2011 – We Play – You Sing Pt. 3
- 2016 – Огонь
- 2020 - The Unvoiced Pt. II ("Огонь" Instrumental)

### DVD
- 2005 – [P]OST [S]CRIPTUM
- 2007 – Home Video EVol. 01
- 2008 – Live Evil
- 2012 – The X-Files: Live In Saint-P & On The Road 2011–2012

## Videos
Russian
- 2003: Осколки
- 2004: Чёрно-Белые Дни
- 2006: Преступление Против Времени
- 2006: Преступление Против Времени (alternative versión)
- 2007: Эффект Бабочки
- 2009: Дыши Со Мной
- 2009: Багровый Рассвет
- 2011: Стеклянные Люди'
- 2011: Сквозь Закрытые Веки
- 2011: Осколки 2.011
- 2015: Остановить Время
- 2016: Первый'
- 2019: Звёздная Грязь

## Giras musicales
- Screamin and Growlin Tour (octubre de 2004 — agosto de 2005)
- We Play You Die Tour (agosto de 2005 — febrero de 2006)
- Discovery Tour (febrero — abril de 2006)
- Rock 5 Tour (abril — junio de 2006)
- Escape from the Studio Tour (julio — agosto de 2006)
- Live Evil Tour (octubre de 2006 — agosto de 2007)
- Saint Seventh Tour (septiembre de 2007 — diciembre de 2008)
- Sold Out Tour (febrero — agosto de 2009)
- Sick&Load Tour (octubre — diciembre de 2009)
- Инстинкт обречённых Tour (2010—2011)
- X Anniversary Tour (septiembre de 2011 — marzo de 2012)
- Never Say Never Tour/Последний Концерт? (septiembre — diciembre de 2012)
- 6 Tour (septiembre de 2015 — enero de 2016)
- 15 лет вне времени (abril — diciembre de 2016)
- Best of the Best Show (octubre — noviembre de 2017)
- Doom Tour (noviembre — diciembre de 2019)